# BAIC BJ90

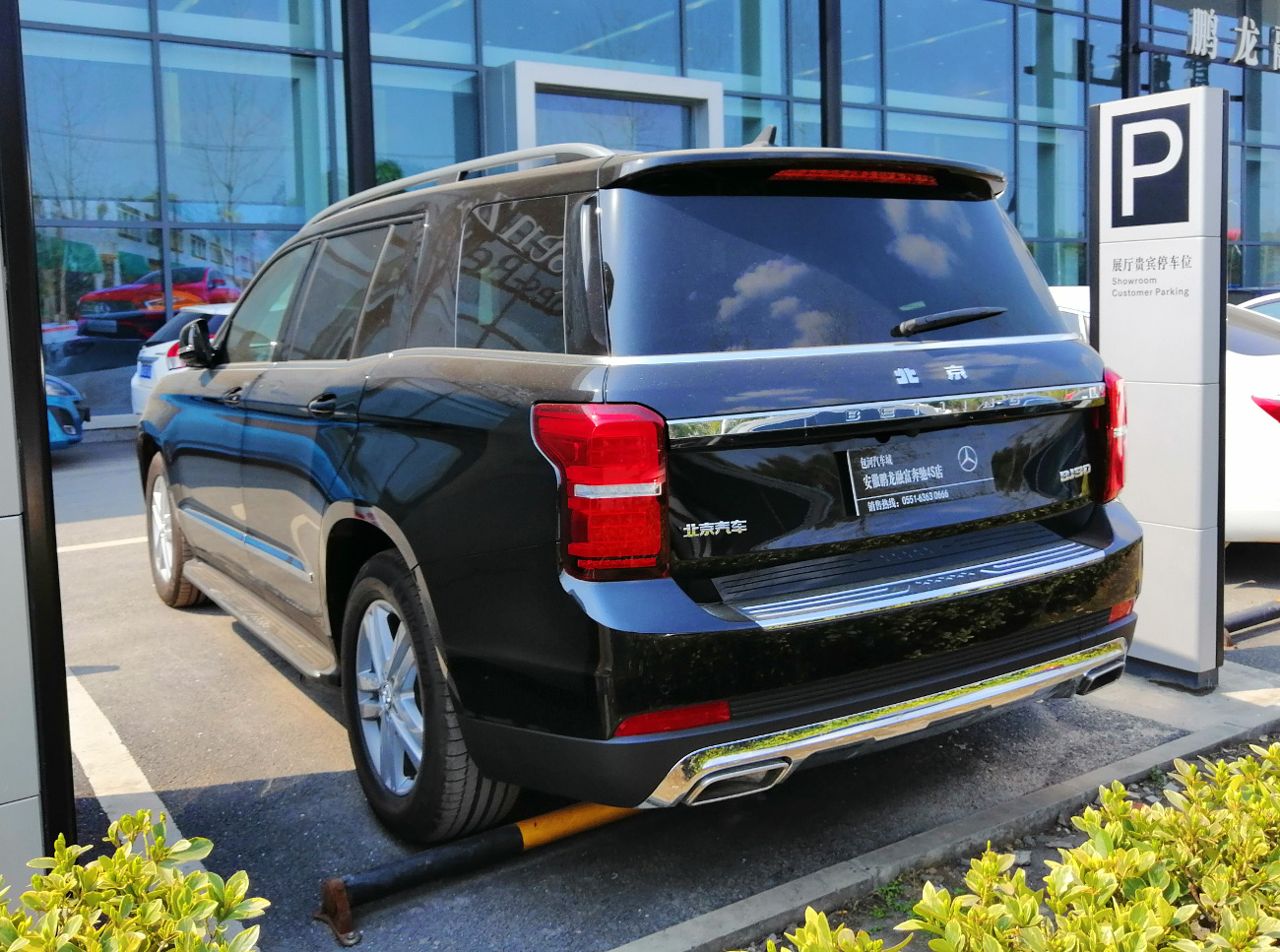
Вид сзади

BAIC BJ90 или Beijing BJ90 — полноразмерный люксовый SUV, выпускавшийся с 2017 по 2023 год на базе Mercedes-Benz X166.

## Описание
Впервые BAIC BJ90 был замечен в 2015 году. В августе 2017 года автомобиль дебютировал на Пекинском автосалоне, а в 2018 году автомобиль поступил в продажу. Ценовой диапазон варьируется от 710800 до 998000 юаней.
В 2020 году BJ90 прошёл рестайлинг и стал называться BJ90 Shanhe Edition.

## Технические характеристики
BAIC BJ90 оснащался 3,0-литровым двигателем M276 DE 30 LA V6 с двойным турбонаддувом мощностью 248 кВт (333 л. с.) и крутящим моментом 480 Н·м от GL 400, а также 4,0-литровым двигателем M176 V8 с двойным турбонаддувом мощностью 314 кВт (421 л. с.) и крутящим моментом 600 Н·м. Базовые модели агрегатировались семиступенчатой автоматической трансмиссией 7G-Tronic, передающей мощность на все колёса через систему полного привода 4MATIC, в то время как модели BJ90 Shanhe Edition опционально агрегатировались девятиступенчатой автоматической трансмиссией 9G-Tronic.

## Продажи
В 2019 году было продано 258 моделей BJ90, в 2020 году — 267, а в 2021 году — 1563.